# Clos du Doubs
Clos du Doubs és un municipi del cantó del Jura, cap del districte de Franches-Montagnes. L'any 2015 tenia 1.306 habitants.

## Història
L'1 de gener de 2009 es va crear a partir de les fusions dels antics municipis d'Epauvillers, Epiquerez, Montenol, Montmelon, Ocourt, Saint-Ursanne i Seleute.